# Cangai Copper Mine

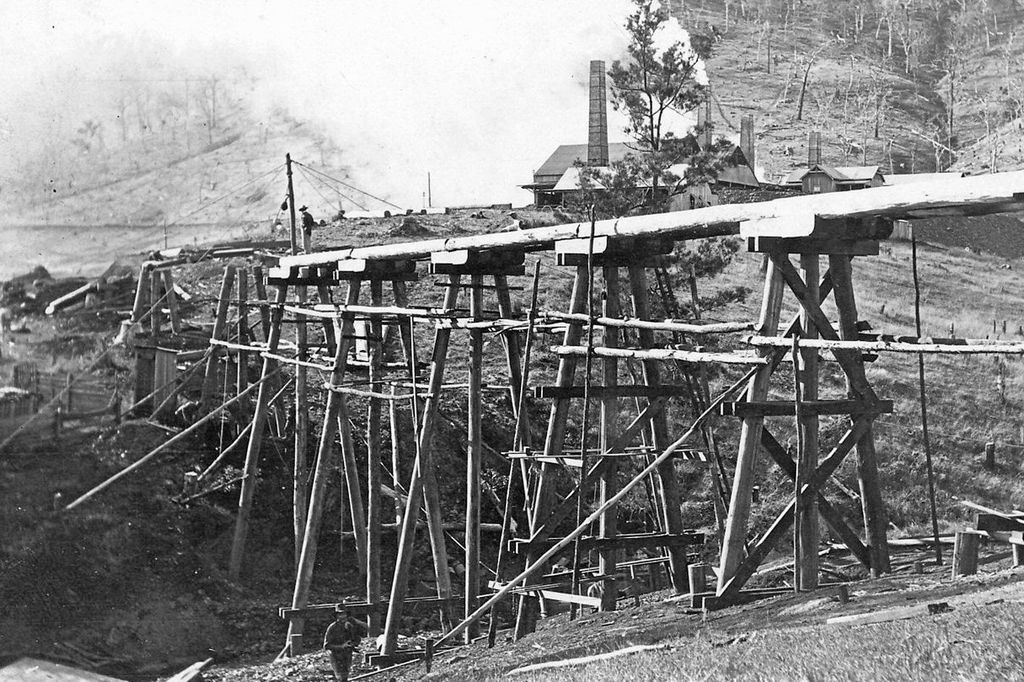
Bau der Tramway bei der Cangai Copper Mine, 1910/11

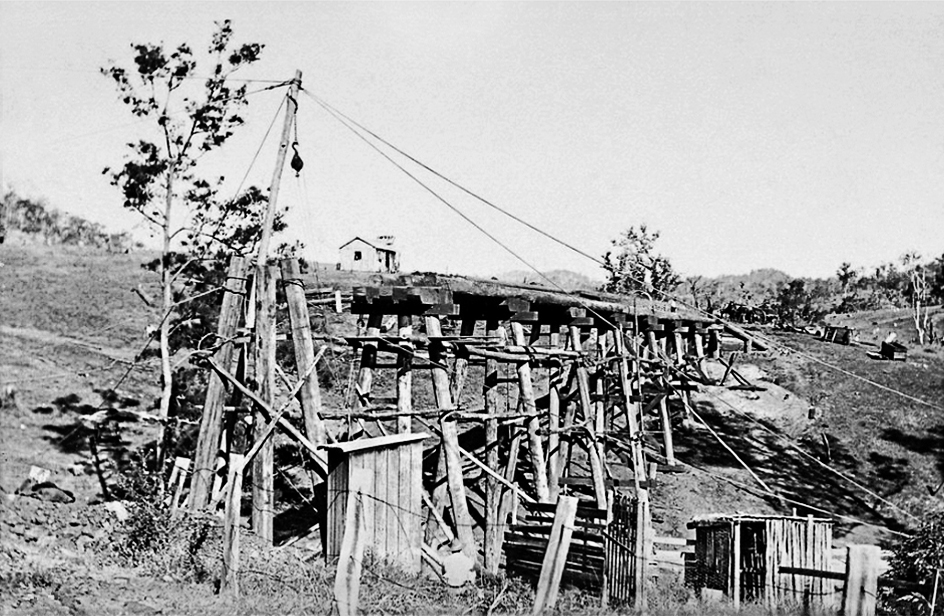
Bau der Tramway bei der Cangai Copper Mine, 1910/11

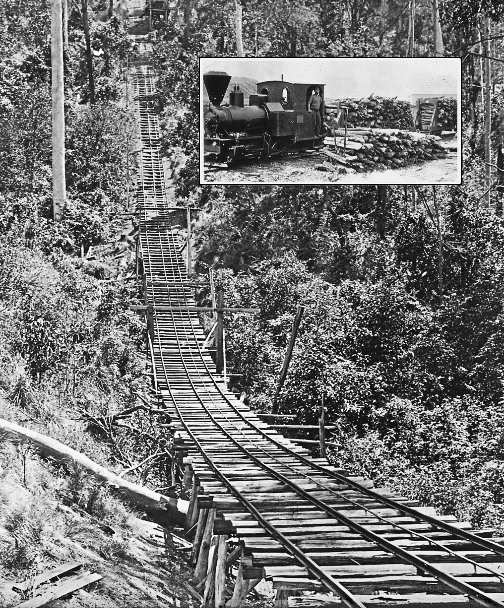
Tramway bei der Cangai Copper Mine und O&K Dampflok, 1910–17

Die Cangai Copper Mine wurde von 1904 bis 1917 durch die Grafton Copper Mining Company Ltd in Cangai im nördlichen New South Wales in Australien betrieben.

## Geschichte
Das Kupferbergwerk lag etwa 3,2 km (2 Meilen) östlich des Dorfes Cangai. Die Anlagen umfassten auch mehrere Schmelzöfen und eine von einer Dampflok gezogene Schmalspurbahn für den Transport von Feuerholz sowie eine über eine Seilwinde betriebene Standseilbahn zum Transport von Erz. Das Bergwerk zahlte aufgrund der hohen Qualität des Erzes und anderer Standortvorteile lukrative Dividenden. So konnte das Erz leicht über die Standseilbahn bergab zur Weiterverarbeitung in die Schmelzöfen gebracht werden.
Die Firma war von einer Gruppe von Geschäftsleuten aus dem etwa 100 km entfernt gelegenen Grafton gegründet worden, die auch die Produktion im Auge behielten, anders als bei vielen anderen australischen Bergbauunternehmen. Das raffinierte Garkupfer wurde mit mehrspännigen Pferdewagen an den Schiffsanleger von Copmanhurst am Clarence River gebracht. 
Als die Wälder in der näheren Umgebung der Schmelzöfen abgeholzt waren, wurde 1910/11 eine 6,4 km (4 Meilen) Schmalspurbahn mit einer Spurweite von 762 mm (2 Fuß 6 Zoll) gebaut, um genügend Brennholz für die Brennöfen heranzutransportieren. Die Australian Metal Company lieferte die Schienen, aber die Loren und Wagen wurden aus Deutschland importiert, einschließlich einer Dampflok von Orenstein & Koppel in Berlin. Während des Ersten Weltkrieges kam es zu wirtschaftlichen Schwierigkeiten, sodass der Betrieb der Brennöfen kurz vor Jahresende 1916 eingestellt wurde, und das Erzvorkommen Ende 1917 erschöpft war. Im Jahr 1920 wurden die Lokomotive und Loren als Waldeisenbahn an die Tasmanian Timber and Tramway Company in Bridport verkauft.
Der letzte Schornstein wurde 2009 im Auftrag der North Coast Copper Mines abgerissen. Seitdem ist von dem Bergwerk, den Schmelzöfen und der Schmalspurbahn nur noch wenig erhalten.